# 科维哈 (智利)
科维哈（西班牙語：Cobija）是智利的一座港口，位于安托法加斯塔大区的托科皮亚省。该港口曾名为拉马尔港，因波托西银矿而于1825年建立，原是玻利维亚最重要的太平洋港口。
科维哈曾于1868年8月13日和1877年5月9日分别遭受地震和海啸侵袭，两次自然灾害对港口造成了严重破坏，但随着在卡拉克莱斯地区发现矿石，科维哈恢复了往日的繁荣 。在硝石战争结束后的1884年，智利侵占了科维哈地区，玻利维亚则在1904年签署的条约中承认了智利在该地区的主权。
科维哈港口的地位逐渐由1866年建立的安托法加斯塔所取代，并最终在1907年废弃，该港口如今已成废墟。